# Tibor Jančula
Tibor Jančula (Bernolákovo, 16 giugno 1969) è un ex calciatore slovacco, di ruolo attaccante.
È nativo di Bernolákovo, dove è cresciuto calcisticamente. È figlio d'arte, in quanto anche suo padre Tibor era un calciatore. Nel corso della sua carriera, Tibor Jančula ha giocato per diversi club jersey: significativa è stata la sua permanenza nel Dunaszerdahely e nello Slovan Bratislava. In Nazionale ha disputato 29 incontri e ha segnato 9 gol, giocando spesso in coppia con Jozef Majoros. Dopo la carriera calcistica è diventato un imprenditore.

## Palmarès

### Club

#### Competizioni nazionali
- Coppa della Repubblica Ceca: 1

Viktoria Žižkov: 1994
- Supercoppa d'Austria: 1

Salisburgo: 1995
- Coppa di Slovacchia: 2

Slovan Bratislava: 1996-1997, 1998-1999
- Campionato slovacco: 1

Slovan Bratislava: 1998-1999